# Kalvön, Kville socken

Kalvön är en ö i Kville socken, Tanums kommun.
Ön som är 4,48 kvadratkilometer stor har ett bronsåldersröse på sin högsta topp, vilket visar att den utnyttjats av människor under en mycket lång tid. En fiskarbonde fanns på ön under 1600-talet och på 1800-talet växte ett mindre samhälle med som mest uppåt 100 personer fram på ön. Fiske var huvudnäring men man ägnade sig även åt jordbruk och boskapsskötsel. Utflyttningen tog fart i början av 1920-talet och den siste infödde öbon dog 1993. en viss inflyttning har dock skett och som minst fanns två personer boendes på ön. 2006 anslöts ön till kommunalt vatten och flera personer med ursprung på ön har återflyttat. 2012 fanns 8 fastboende, samt omkring 15 sommarstugor av vilka många brukas av ättlingar till fiskarbönder på ön.